# Auxy (Loiret)
Auxy [oksi] ist eine französische Gemeinde mit 954 Einwohnern (Stand: 1. Januar 2022) im Arrondissement Pithiviers im Département Loiret in der Region Centre-Val de Loire. Die Gemeinde gehört zum Kanton Le Malesherbois. Die Einwohner werden Auxyois und Auxyoises genannt.

## Geographie
Auxy liegt etwa 90 Kilometer südlich von Paris und etwa 50 Kilometer ostnordöstlich von Orléans. Umgeben wird Auxy von den Nachbargemeinden Beaumont-du-Gâtinais im Norden, Sceaux-du-Gâtinais im Osten und Nordosten, Bordeaux-en-Gâtinais im Osten und Südosten, Juranville im Süden, Beaune-la-Rolande im Südwesten, Égry im Westen sowie Gaubertin im Nordwesten.

## Bevölkerungsentwicklung
| Jahr                       | 1962 | 1968 | 1975 | 1982 | 1990 | 1999 | 2006 | 2017 |
| Einwohner                  | 780  | 748  | 684  | 656  | 682  | 854  | 972  | 987  |
| Quellen: Cassini und INSEE |      |      |      |      |      |      |      |      |

## Sehenswürdigkeiten

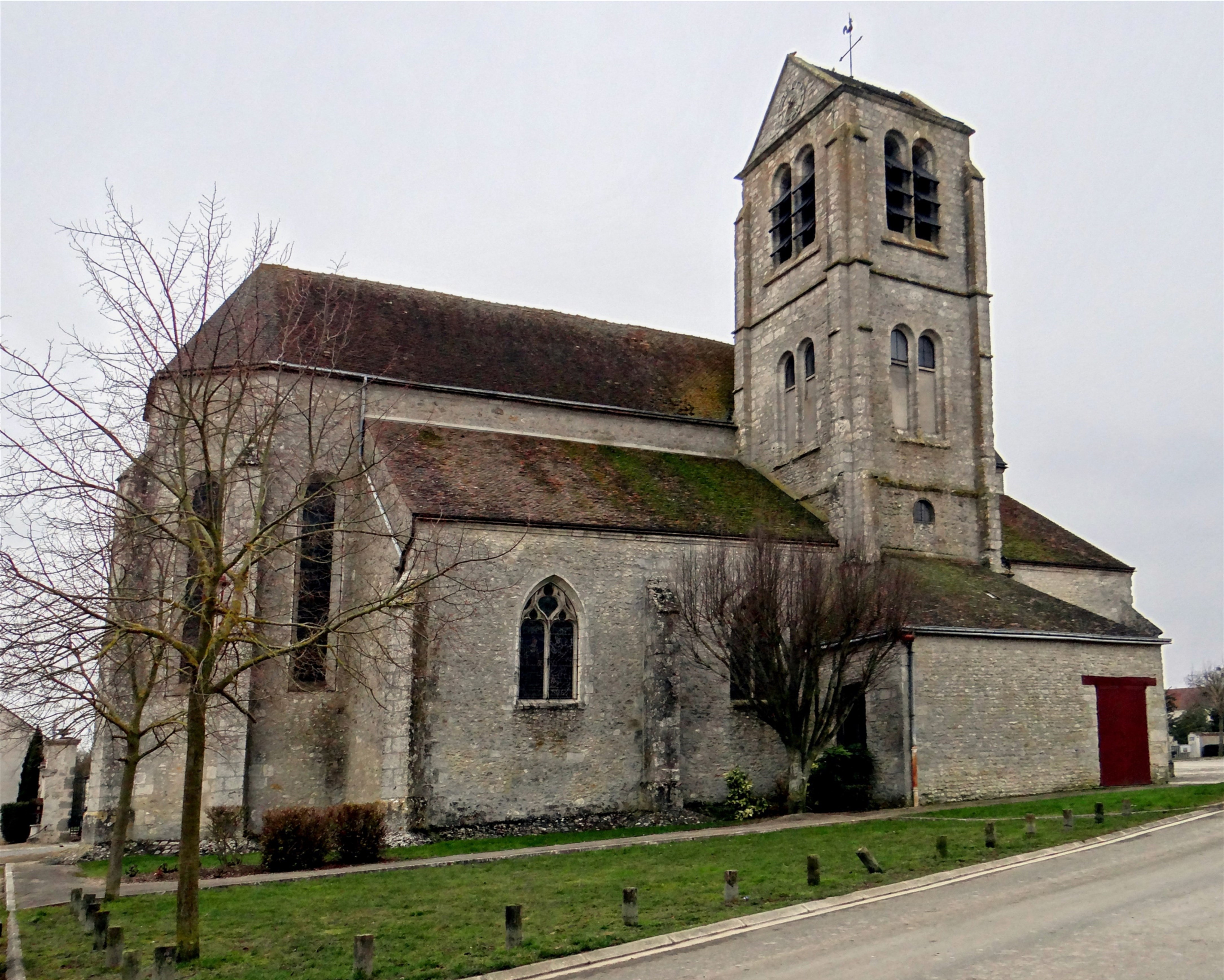
Kirche Saint-Martin

- Kirche Saint-Martin aus dem 13./14. Jahrhundert, seit 1928 Monument historique
- Kapelle von Gondreville